# 50 Cent/Diskografie
Diese Diskografie ist eine Übersicht über die musikalischen Werke des US-amerikanischen Rappers 50 Cent. Den Quellenangaben und Schallplattenauszeichnungen zufolge hat er bisher mehr als 132,8 Millionen Tonträger verkauft, davon allein in seinem Heimatland über 84 Millionen. Seine erfolgreichste Veröffentlichung ist das Debütalbum Get Rich or Die Tryin’ mit mehr als 15,6 Millionen verkauften Einheiten. In Deutschland konnte der Rapper bis heute über vier Millionen Tonträger vertreiben.

## Alben

### Studioalben
| Jahr | Titel Musiklabel                                            | Höchstplatzierung, Gesamtwochen, AuszeichnungChartplatzierungen (Jahr, Titel, Musiklabel, Platzierungen, Wochen, Auszeichnungen, Anmerkungen) | Höchstplatzierung, Gesamtwochen, AuszeichnungChartplatzierungen (Jahr, Titel, Musiklabel, Platzierungen, Wochen, Auszeichnungen, Anmerkungen) | Höchstplatzierung, Gesamtwochen, AuszeichnungChartplatzierungen (Jahr, Titel, Musiklabel, Platzierungen, Wochen, Auszeichnungen, Anmerkungen) | Höchstplatzierung, Gesamtwochen, AuszeichnungChartplatzierungen (Jahr, Titel, Musiklabel, Platzierungen, Wochen, Auszeichnungen, Anmerkungen) | Höchstplatzierung, Gesamtwochen, AuszeichnungChartplatzierungen (Jahr, Titel, Musiklabel, Platzierungen, Wochen, Auszeichnungen, Anmerkungen) | Anmerkungen                                                    |
| Jahr | Titel Musiklabel                                            | DE | AT | CH | UK | US | Anmerkungen                                                    |
| ---- | ----------------------------------------------------------- | --- | --- | --- | --- | --- | -------------------------------------------------------------- |
| 2003 | Get Rich or Die Tryin’ Shady / Aftermath / Interscope (UMG) | DE4 Gold · (59 Wo.)DE | AT16 (30 Wo.)AT | CH8 Platin · (140 Wo.)CH | UK2 ×4Vierfachplatin · (235 Wo.)UK | US1 ×9Neunfachplatin · (258 Wo.)US | Erstveröffentlichung: 6. Februar 2003 Verkäufe: + 15.600.000   |
| 2005 | The Massacre Shady / Aftermath / Interscope (UMG)           | DE1 ×2Doppelplatin · (39 Wo.)DE | AT2 Platin · (32 Wo.)AT | CH2 Platin · (46 Wo.)CH | UK1 ×3Dreifachplatin · (41 Wo.)UK | US1 ×6Sechsfachplatin · (57 Wo.)US | Erstveröffentlichung: 3. März 2005 Verkäufe: + 11.250.000      |
| 2007 | Curtis Shady / Aftermath / Interscope (UMG)                 | DE2 Gold · (10 Wo.)DE | AT4 Gold · (10 Wo.)AT | CH1 (15 Wo.)CH | UK2 Platin · (12 Wo.)UK | US2 Gold · (27 Wo.)US | Erstveröffentlichung: 11. September 2007 Verkäufe: + 3.450.000 |
| 2009 | Before I Self Destruct Shady / Aftermath / Interscope (UMG) | DE36 (2 Wo.)DE | AT41 (4 Wo.)AT | CH13 (7 Wo.)CH | UK22 Gold · (6 Wo.)UK | US5 Gold · (20 Wo.)US | Erstveröffentlichung: 9. November 2009 Verkäufe: + 1.250.000   |
| 2014 | Animal Ambition: An Untamed Desire to Win G-Unit (Caroline) | DE35 (1 Wo.)DE | AT38 (1 Wo.)AT | CH9 (4 Wo.)CH | UK21 (2 Wo.)UK | US4 (13 Wo.)US | Erstveröffentlichung: 3. Juni 2014 Verkäufe: + 205.000         |

### Kompilationen
| Jahr | Titel Musiklabel                                     | Höchstplatzierung, Gesamtwochen, AuszeichnungChartplatzierungen (Jahr, Titel, Musiklabel, Platzierungen, Wochen, Auszeichnungen, Anmerkungen) | Höchstplatzierung, Gesamtwochen, AuszeichnungChartplatzierungen (Jahr, Titel, Musiklabel, Platzierungen, Wochen, Auszeichnungen, Anmerkungen) | Höchstplatzierung, Gesamtwochen, AuszeichnungChartplatzierungen (Jahr, Titel, Musiklabel, Platzierungen, Wochen, Auszeichnungen, Anmerkungen) | Höchstplatzierung, Gesamtwochen, AuszeichnungChartplatzierungen (Jahr, Titel, Musiklabel, Platzierungen, Wochen, Auszeichnungen, Anmerkungen) | Höchstplatzierung, Gesamtwochen, AuszeichnungChartplatzierungen (Jahr, Titel, Musiklabel, Platzierungen, Wochen, Auszeichnungen, Anmerkungen) | Anmerkungen                                                |
| Jahr | Titel Musiklabel                                     | DE | AT | CH | UK | US | Anmerkungen                                                |
| ---- | ---------------------------------------------------- | --- | --- | --- | --- | --- | ---------------------------------------------------------- |
| 2002 | Guess Who’s Back? Full Clip Records                  | — | — | — | UK82 a Silber · (5 Wo.)UK | US28 a (10 Wo.)US | Erstveröffentlichung: 26. April 2002 Verkäufe: + 1.375.000 |
| 2017 | Best of 50 Cent Shady / Aftermath / Interscope (UMG) | — | — | — | UK31 b ×2Doppelplatin · (… Wo.)UK | US135 (9 Wo.)US | Erstveröffentlichung: 31. März 2017 Verkäufe: + 650.000    |

### Mixtapes
| Jahr | Titel Musiklabel                        | Anmerkungen                                     |
| ---- | --------------------------------------- | ----------------------------------------------- |
| 2008 | Sincerely Yours, Southside ThisIs50.com | Erstveröffentlichung: 20. Juni 2008             |
| 2009 | War Angel LP ThisIs50.com               | Erstveröffentlichung: 16. Juni 2009             |
| 2009 | Forever King Selbstverlag               | Erstveröffentlichung: 3. Juli 2009              |
| 2011 | The Big 10 G-Unit                       | Erstveröffentlichung: 9. Dezember 2011          |
| 2012 | The Lost Tape ThisIs50.com              | Erstveröffentlichung: 22. Mai 2012 mit DJ Drama |
| 2012 | 5 (Murder By Numbers) ThisIs50.com      | Erstveröffentlichung: 6. Juli 2012              |
| 2015 | The Kanan Tape ThisIs50.com             | Erstveröffentlichung: 9. Dezember 2015          |

### Soundtracks
| Jahr | Titel                                                                                          | Höchstplatzierung, Gesamtwochen, AuszeichnungChartplatzierungen (Jahr, Titel, Platzierungen, Wochen, Auszeichnungen, Anmerkungen) | Höchstplatzierung, Gesamtwochen, AuszeichnungChartplatzierungen (Jahr, Titel, Platzierungen, Wochen, Auszeichnungen, Anmerkungen) | Höchstplatzierung, Gesamtwochen, AuszeichnungChartplatzierungen (Jahr, Titel, Platzierungen, Wochen, Auszeichnungen, Anmerkungen) | Höchstplatzierung, Gesamtwochen, AuszeichnungChartplatzierungen (Jahr, Titel, Platzierungen, Wochen, Auszeichnungen, Anmerkungen) | Höchstplatzierung, Gesamtwochen, AuszeichnungChartplatzierungen (Jahr, Titel, Platzierungen, Wochen, Auszeichnungen, Anmerkungen) | Anmerkungen                                                  |
| Jahr | Titel                                                                                          | DE | AT | CH | UK | US | Anmerkungen                                                  |
| ---- | ---------------------------------------------------------------------------------------------- | --- | --- | --- | --- | --- | ------------------------------------------------------------ |
| 2005 | Music From and Inspired By Get Rich or Die Tryin’ The Motion Picture G-Unit / Interscope (UMG) | DE15 (19 Wo.)DE | AT39 (13 Wo.)AT | CH23 (18 Wo.)CH | UK18 Platin · (17 Wo.)UK | US2 Platin · (30 Wo.)US | Erstveröffentlichung: 8. November 2005 Verkäufe: + 3.750.000 |

## Singles

### Als Leadmusiker
| Jahr | Titel Album                                                                             | Höchstplatzierung, Gesamtwochen, AuszeichnungChartplatzierungen (Jahr, Titel, Album, Platzierungen, Wochen, Auszeichnungen, Anmerkungen) | Höchstplatzierung, Gesamtwochen, AuszeichnungChartplatzierungen (Jahr, Titel, Album, Platzierungen, Wochen, Auszeichnungen, Anmerkungen) | Höchstplatzierung, Gesamtwochen, AuszeichnungChartplatzierungen (Jahr, Titel, Album, Platzierungen, Wochen, Auszeichnungen, Anmerkungen) | Höchstplatzierung, Gesamtwochen, AuszeichnungChartplatzierungen (Jahr, Titel, Album, Platzierungen, Wochen, Auszeichnungen, Anmerkungen) | Höchstplatzierung, Gesamtwochen, AuszeichnungChartplatzierungen (Jahr, Titel, Album, Platzierungen, Wochen, Auszeichnungen, Anmerkungen) | Anmerkungen                                                                                                   |
| Jahr | Titel Album                                                                             | DE | AT | CH | UK | US | Anmerkungen                                                                                                   |
| --- | --------------------------------------------------------------------------------------- | --- | --- | --- | --- | --- | --- |
| 2002 | Wanksta 8 Mile (O.S.T.) / Get Rich or Die Tryin’                                        | — | — | — | — | US13 Platin · (20 Wo.)US | Erstveröffentlichung: 6. November 2002 Verkäufe: + 1.000.000                                                  |
| 2003 | In da Club Get Rich or Die Tryin’                                                       | DE1 ×3Dreifachplatin · (22 Wo.)DE | AT3 (27 Wo.)AT | CH1 Gold · (39 Wo.)CH | UK3 ×4Vierfachplatin · (32 Wo.)UK | US1 Diamant + Gold (Mastertone) · (30 Wo.)US                                                                                             | Erstveröffentlichung: 7. Januar 2003 Verkäufe: + 15.335.000                                                   |
| 2003 | 21 Questions Get Rich or Die Tryin’                                                     | DE35 Gold · (9 Wo.)DE | AT39 (7 Wo.)AT | CH14 (14 Wo.)CH | UK6 ×2Doppelplatin · (11 Wo.)UK | US1 ×4Vierfachplatin + Gold (Mastertone) · (23 Wo.)US                                                                                    | Erstveröffentlichung: 4. März 2003 Verkäufe: + 6.195.000; feat. Nate Dogg                                     |
| 2003 | P.I.M.P. Get Rich or Die Tryin’                                                         | DE5 ×3Dreifachgold · (17 Wo.)DE | AT12 (17 Wo.)AT | CH4 (28 Wo.)CH | UK5 ×2Doppelplatin · (16 Wo.)UK | US3 ×3Dreifachplatin + Gold (Mastertone) · (25 Wo.)US                                                                                    | Erstveröffentlichung: 12. August 2003 Verkäufe: + 5.635.000; Remix feat. Snoop Dogg, Lloyd Banks & Young Buck |
| 2003 | If I Can’t Get Rich or Die Tryin’                                                       | DE34 Gold · (9 Wo.)DE | AT48 (7 Wo.)AT | CH15 (18 Wo.)CH | UK10 Platin · (8 Wo.)UK | US76 Gold · (8 Wo.)US | Erstveröffentlichung: 16. September 2003 Verkäufe: + 1.295.000                                                |
| 2004 | Disco Inferno The Massacre                                                              | — | — | — | UK87 Silber · (2 Wo.)UK | US3 ×2Doppelplatin + Gold (Mastertone) · (29 Wo.)US                                                                                      | Erstveröffentlichung: 28. November 2004 Verkäufe: + 2.760.000                                                 |
| 2005 | Candy Shop The Massacre                                                                 | DE1 ×5Fünffachgold · (20 Wo.)DE | AT1 (19 Wo.)AT | CH1 (19 Wo.)CH | UK4 ×2Doppelplatin · (32 Wo.)UK | US1 ×5Fünffachplatin + Platin (Mastertone) · (23 Wo.)US                                                                                  | Erstveröffentlichung: 15. Januar 2005 Verkäufe: + 8.490.000; feat. Olivia                                     |
| 2005 | Just a Lil Bit The Massacre                                                             | DE11 Platin · (14 Wo.)DE | AT15 (18 Wo.)AT | CH11 (19 Wo.)CH | UK10 Platin · (12 Wo.)UK | US3 ×3Dreifachplatin + Platin (Mastertone) · (27 Wo.)US                                                                                  | Erstveröffentlichung: 10. Mai 2005 Verkäufe: + 5.190.000                                                      |
| 2005 | Outta Control (Remix) The Massacre (Special Edition)                                    | DE8 (19 Wo.)DE | AT18 (22 Wo.)AT | CH10 (22 Wo.)CH | UK7 Gold · (20 Wo.)UK | US6 Platin · (20 Wo.)US | Erstveröffentlichung: 6. August 2005 Verkäufe: + 1.430.000; feat. Mobb Deep                                   |
| 2005 | Hustler’s Ambition Music From and Inspired By Get Rich or Die Tryin’ The Motion Picture | DE22 (9 Wo.)DE | AT41 (9 Wo.)AT | CH10 (13 Wo.)CH | UK13 Silber · (8 Wo.)UK | US65 Gold · (5 Wo.)US | Erstveröffentlichung: 11. Oktober 2005 Verkäufe: + 700.000                                                    |
| 2005 | Window Shopper Music From and Inspired By Get Rich or Die Tryin’ The Motion Picture     | DE20 (16 Wo.)DE | AT26 (16 Wo.)AT | CH7 (23 Wo.)CH | UK11 Gold · (12 Wo.)UK | US20 Platin + Gold (Mastertone) · (11 Wo.)US                                                                                             | Erstveröffentlichung: 6. November 2005 Verkäufe: + 1.930.000                                                  |
| 2006 | Best Friend Music From and Inspired By Get Rich or Die Tryin’ The Motion Picture        | — | — | — | UK— SilberUK | US35 Platin · (15 Wo.)US | Erstveröffentlichung: 19. Januar 2006 Verkäufe: + 1.290.000; feat. Olivia                                     |
| 2007 | Straight to the Bank Curtis                                                             | DE33 (9 Wo.)DE | AT60 (4 Wo.)AT | — | — | US32 (3 Wo.)US | Erstveröffentlichung: 29. Juni 2007 Verkäufe: + 30.000                                                        |
| 2007 | I Get Money Curtis                                                                      | — | — | CH88 (1 Wo.)CH | — | US20 Platin · (14 Wo.)US | Erstveröffentlichung: 30. Juni 2007 Verkäufe: + 1.000.000                                                     |
| 2007 | Ayo Technology Curtis                                                                   | DE3 Gold · (22 Wo.)DE | AT14 (22 Wo.)AT | CH2 (27 Wo.)CH | UK2 Platin · (34 Wo.)UK | US5 ×2Doppelplatin · (20 Wo.)US | Erstveröffentlichung: 24. Juli 2007 Verkäufe: + 3.095.000; feat. Justin Timberlake & Timbaland                |
| 2007 | I’ll Still Kill Curtis                                                                  | — | — | — | — | US95 (1 Wo.)US | Erstveröffentlichung: 14. Dezember 2007 Verkäufe: + 30.000; feat. Akon                                        |
| 2008 | Get Up –                                                                                | — | — | — | UK24 (8 Wo.)UK | US44 Gold · (9 Wo.)US | Erstveröffentlichung: 7. Oktober 2008 Verkäufe: + 500.000                                                     |
| 2009 | I Get It In –                                                                           | — | — | — | UK75 (1 Wo.)UK | US53 (2 Wo.)US | Erstveröffentlichung: 15. Januar 2009                                                                         |
| 2009 | Baby by Me Before I Self Destruct                                                       | DE26 (9 Wo.)DE | AT56 (3 Wo.)AT | CH43 (4 Wo.)CH | UK17 Gold · (11 Wo.)UK | US28 Gold · (13 Wo.)US | Erstveröffentlichung: 10. September 2009 Verkäufe: + 1.171.201; feat. Ne-Yo                                   |
| 2010 | Do You Think About Me Before I Self Destruct                                            | — | — | — | — | — | Erstveröffentlichung: 16. Januar 2010                                                                         |
| 2011 | Outlaw –                                                                                | — | — | — | — | US87 (1 Wo.)US | Erstveröffentlichung: 19. Juli 2011                                                                           |
| 2011 | Wait Until Tonight –                                                                    | — | — | — | — | — | Erstveröffentlichung: 20. Dezember 2011                                                                       |
| 2012 | I Just Wanna –                                                                          | — | — | — | — | — | Erstveröffentlichung: 26. März 2012 feat. Tony Yayo                                                           |
| 2012 | New Day –                                                                               | DE53 (6 Wo.)DE | — | — | — | US79 (1 Wo.)US | Erstveröffentlichung: 27. Juli 2012 feat. Dr. Dre & Alicia Keys                                               |
| 2012 | First Date –                                                                            | — | — | — | — | — | Erstveröffentlichung: 3. Oktober 2012 feat. Too Short                                                         |
| 2012 | My Life –                                                                               | DE52 (2 Wo.)DE | AT55 (1 Wo.)AT | CH36 (3 Wo.)CH | UK2 Silber · (9 Wo.)UK | US27 Gold · (3 Wo.)US | Erstveröffentlichung: 16. November 2012 Verkäufe: + 807.500; feat. Eminem & Adam Levine                       |
| 2013 | Major Distribution –                                                                    | — | — | — | — | — | Erstveröffentlichung: 5. Februar 2013 feat. Young Jeezy & Snoop Dogg                                          |
| 2013 | We Up –                                                                                 | — | — | — | — | — | Erstveröffentlichung: 25. März 2013 feat. Kendrick Lamar                                                      |
| 2014 | Big Rich Town Power O.S.T.                                                              | — | — | — | UK— SilberUK | — | Erstveröffentlichung: 19. Mai 2014 Verkäufe: + 200.000; feat. Joe                                             |
| 2015 | Get Low –                                                                               | — | — | — | — | — | Erstveröffentlichung: 22. Mai 2015 feat. Jeremih, 2 Chainz & T.I.                                             |
| 2015 | 9 Shots –                                                                               | — | — | — | — | — | Erstveröffentlichung: 14. August 2015                                                                         |
| 2016 | I’m the Man –                                                                           | — | — | — | UK— SilberUK | US— PlatinUS | Erstveröffentlichung: 12. Februar 2016 Verkäufe: + 2.350.000; feat. Sonny Digital                             |
| 2016 | No Romeo No Juliet –                                                                    | — | — | — | — | — | Erstveröffentlichung: 11. Mai 2016 feat. Chris Brown                                                          |
| 2017 | Still Think I’m Nothing –                                                               | — | — | — | — | — | Erstveröffentlichung: 17. November 2017 feat. Jeremih                                                         |
| 2018 | Crazy –                                                                                 | — | — | — | — | — | Erstveröffentlichung: 10. April 2018 feat. PnB Rock                                                           |
| 2020 | Part of the Game –                                                                      | — | — | — | — | — | Erstveröffentlichung: 30. Dezember 2020 feat. NLE Choppa & Rileyy Lanez                                       |
| 2021 | Wish Me Luck –                                                                          | — | — | — | — | — | Erstveröffentlichung: 24. September 2020 feat. Snoop Dogg, Moneybagg Yo & Charlie Wilson                      |
| Folgende Lieder erschienen nicht als Single, wurden aber durch das Album zum Download und Streaming bereitgestellt und konnten somit eine Platzierung erlangen: |                                                                                         | | | | | | |
| |                                                                                         | | | | | | |
| 2005 | Piggy Bank The Massacre                                                                 | — | — | — | — | US88 (1 Wo.)US | Charteinstieg: 26. März 2005                                                                                  |
| 2009 | The Invitation Before I Self Destruct                                                   | — | — | — | — | US97 (1 Wo.)US | Charteinstieg: 5. Dezember 2009                                                                               |

### Als Gastmusiker
| Jahr | Titel Album                                       | Höchstplatzierung, Gesamtwochen, AuszeichnungChartplatzierungen (Jahr, Titel, Album, Platzierungen, Wochen, Auszeichnungen, Anmerkungen) | Höchstplatzierung, Gesamtwochen, AuszeichnungChartplatzierungen (Jahr, Titel, Album, Platzierungen, Wochen, Auszeichnungen, Anmerkungen) | Höchstplatzierung, Gesamtwochen, AuszeichnungChartplatzierungen (Jahr, Titel, Album, Platzierungen, Wochen, Auszeichnungen, Anmerkungen) | Höchstplatzierung, Gesamtwochen, AuszeichnungChartplatzierungen (Jahr, Titel, Album, Platzierungen, Wochen, Auszeichnungen, Anmerkungen) | Höchstplatzierung, Gesamtwochen, AuszeichnungChartplatzierungen (Jahr, Titel, Album, Platzierungen, Wochen, Auszeichnungen, Anmerkungen) | Anmerkungen                                                                                              |
| Jahr | Titel Album                                       | DE | AT | CH | UK | US | Anmerkungen                                                                                              |
| --- | ------------------------------------------------- | --- | --- | --- | --- | --- | --- |
| 1998 | React –                                           | — | — | — | — | — | Erstveröffentlichung: Juni 1998 Hintergrundrap bei Onyx                                                  |
| 2003 | Magic Stick La Bella Mafia                        | — | — | — | — | US2 (24 Wo.)US | Erstveröffentlichung: 8. April 2003 Lil’ Kim feat. 50 Cent                                               |
| 2004 | Let Me In Straight Outta Ca$hville                | DE94 (1 Wo.)DE | — | — | UK62 (2 Wo.)UK | US34 (12 Wo.)US | Erstveröffentlichung: 2. Juli 2004 Young Buck feat. 50 Cent                                              |
| 2004 | Westside Story The Documentary                    | — | — | — | — | US93 (4 Wo.)US | Erstveröffentlichung: 7. September 2004 The Game feat. 50 Cent                                           |
| 2004 | Encore                                            | — | — | — | — | US25 (15 Wo.)US | Erstveröffentlichung: 9. November 2004 Eminem feat. Dr. Dre & 50 Cent                                    |
| 2004 | How We Do The Documentary                         | DE9 Platin · (16 Wo.)DE | AT18 (19 Wo.)AT | CH8 (23 Wo.)CH | UK5 Platin · (16 Wo.)UK | US4 Gold + Gold (Mastertone) · (28 Wo.)US                                                                                                | Erstveröffentlichung: 23. November 2004 Verkäufe: + 2.065.000; The Game feat. 50 Cent                    |
| 2005 | Hate It or Love It The Documentary                | DE14 Platin · (13 Wo.)DE | AT23 (14 Wo.)AT | CH12 (32 Wo.)CH | UK4 ×3Dreifachplatin · (24 Wo.)UK | US2 Platin · (23 Wo.)US | Erstveröffentlichung: 28. Januar 2005 Verkäufe: + 3.730.000; The Game feat. 50 Cent                      |
| 2005 | MJB da MVP The Breakthrough                       | — | — | — | UK33 (7 Wo.)UK | US75 (8 Wo.)US | Erstveröffentlichung: 18. April 2005 Mary J. Blige feat. 50 Cent                                         |
| 2005 | So Seductive Thoughts of a Predicate Felon        | — | — | — | UK28 (4 Wo.)UK | US48 (15 Wo.)US | Erstveröffentlichung: 17. Mai 2005 Tony Yayo feat. 50 Cent                                               |
| 2006 | Hands Up Rotten Apple                             | DE20 (10 Wo.)DE | AT53 (4 Wo.)AT | — | UK43 (4 Wo.)UK | US84 (4 Wo.)US | Erstveröffentlichung: 25. Juli 2006 Lloyd Banks feat. 50 Cent                                            |
| 2006 | You Don’t Know Eminem Presents: The Re-Up         | — | — | — | UK32 Silber · (4 Wo.)UK | US12 Platin · (6 Wo.)US | Erstveröffentlichung: 7. November 2006 Verkäufe: + 1.325.000; Eminem feat. Lloyd Banks, Cashis & 50 Cent |
| 2007 | Can’t Leave Em Alone The Evolution                | DE44 (7 Wo.)DE | — | CH67 (5 Wo.)CH | — | US40 Gold · (13 Wo.)US | Erstveröffentlichung: 12. Juni 2007 Verkäufe: + 500.000; Ciara feat. 50 Cent                             |
| 2009 | Crack a Bottle Relapse                            | — | AT41 (5 Wo.)AT | CH4 (19 Wo.)CH | UK4 Platin · (19 Wo.)UK | US1 ×3Dreifachplatin · (17 Wo.)US | Erstveröffentlichung: 2. Februar 2009 Verkäufe: + 3.770.000; Eminem feat. Dr. Dre & 50 Cent              |
| 2010 | Down on Me All About You                          | — | — | CH75 (1 Wo.)CH | UK30 Platin · (19 Wo.)UK | US4 ×6Sechsfachplatin · (33 Wo.)US | Erstveröffentlichung: 12. Oktober 2010 Verkäufe: + 6.735.000; Jeremih feat. 50 Cent                      |
| 2010 | Buzzin’ Mann’s World                              | — | — | — | UK6 Gold · (20 Wo.)UK | US61 (11 Wo.)US | Erstveröffentlichung: 25. Oktober 2010 Verkäufe: + 400.000; Mann feat. 50 Cent                           |
| 2010 | Here We Go Again –                                | — | — | — | — | — | Erstveröffentlichung: 23. Dezember 2010 Governor feat. 50 Cent                                           |
| 2011 | No dejemos que se apague Los Vaqueros: El Regreso | — | — | — | — | — | Erstveröffentlichung: 23. Februar 2011 Wisin & Yandel feat. 50 Cent & T-Pain                             |
| 2011 | Right There Killer Love                           | DE61 (3 Wo.)DE | — | — | UK3 Gold · (18 Wo.)UK | US39 Gold · (12 Wo.)US | Erstveröffentlichung: 17. Mai 2011 Verkäufe: + 1.070.000; Nicole Scherzinger feat. 50 Cent               |
| 2011 | Up! –                                             | — | — | — | — | US46 Gold · (20 Wo.)US | Erstveröffentlichung: 13. Dezember 2011 Verkäufe: + 500.000; LoveRance feat. 50 Cent                     |
| 2012 | Everything OK –                                   | — | — | — | — | — | Erstveröffentlichung: 8. Mai 2012 Precious Paris feat. 50 Cent                                           |
| 2012 | Hate Bein’ Sober Finally Rich                     | — | — | — | — | US— ×2DoppelplatinUS | Erstveröffentlichung: 12. Dezember 2012 Chief Keef feat. 50 Cent & Wiz Khalifa                           |
| 2017 | Háblame bajito A Cámara Lenta                     | — | — | — | — | US— Platin (Latin)US | Erstveröffentlichung: 7. Dezember 2017 Verkäufe: + 180.000; Abraham Mateo feat. 50 Cent & Austin Mahone  |
| 2020 | The Woo Shoot for the Stars, Aim for the Moon     | DE86 (2 Wo.)DE | AT42 (3 Wo.)AT | CH14 (10 Wo.)CH | UK9 Platin · (11 Wo.)UK | US11 ×2Doppelplatin · (20 Wo.)US | Erstveröffentlichung: 10. Juli 2020 Verkäufe: + 3.120.000; Pop Smoke feat. 50 Cent & Roddy Ricch         |
| Folgende Lieder erschienen nicht als Single, wurden aber durch das Album zum Download und Streaming bereitgestellt und konnten somit eine Platzierung erlangen: |                                                   | | | | | | |
| |                                                   | | | | | | |
| 2019 | Remember the Name No. 6 Collaborations Project    | DE29 (2 Wo.)DE | AT— GoldAT | — | UK— GoldUK | US57 (1 Wo.)US | Charteinstieg: 19. Juli 2019 Verkäufe: + 570.000; Ed Sheeran feat. Eminem & 50 Cent                      |

## Videoalben
| Jahr | Titel Musiklabel                                   | Höchstplatzierung, Gesamtwochen, AuszeichnungChartplatzierungen (Jahr, Titel, Musiklabel, Platzierungen, Wochen, Auszeichnungen, Anmerkungen) | Höchstplatzierung, Gesamtwochen, AuszeichnungChartplatzierungen (Jahr, Titel, Musiklabel, Platzierungen, Wochen, Auszeichnungen, Anmerkungen) | Höchstplatzierung, Gesamtwochen, AuszeichnungChartplatzierungen (Jahr, Titel, Musiklabel, Platzierungen, Wochen, Auszeichnungen, Anmerkungen) | Höchstplatzierung, Gesamtwochen, AuszeichnungChartplatzierungen (Jahr, Titel, Musiklabel, Platzierungen, Wochen, Auszeichnungen, Anmerkungen) | Höchstplatzierung, Gesamtwochen, AuszeichnungChartplatzierungen (Jahr, Titel, Musiklabel, Platzierungen, Wochen, Auszeichnungen, Anmerkungen) | Anmerkungen                                             |
| Jahr | Titel Musiklabel                                   | DE | AT | CH | UK | US | Anmerkungen                                             |
| ---- | -------------------------------------------------- | --- | --- | --- | --- | --- | ------------------------------------------------------- |
| 2003 | The New Breed Shady / Aftermath / Interscope (UMG) | — | — | — | UK2 Gold · (16 Wo.)UK | US2 (17 Wo.)US | Erstveröffentlichung: 15. April 2003 Verkäufe: + 40.000 |

## Promoveröffentlichungen
Promo-Singles

| Jahr | Titel                                                                             | Höchstplatzierung, Gesamtwochen, AuszeichnungChartplatzierungen (Jahr, Titel, Platzierungen, Wochen, Auszeichnungen, Anmerkungen) | Höchstplatzierung, Gesamtwochen, AuszeichnungChartplatzierungen (Jahr, Titel, Platzierungen, Wochen, Auszeichnungen, Anmerkungen) | Höchstplatzierung, Gesamtwochen, AuszeichnungChartplatzierungen (Jahr, Titel, Platzierungen, Wochen, Auszeichnungen, Anmerkungen) | Höchstplatzierung, Gesamtwochen, AuszeichnungChartplatzierungen (Jahr, Titel, Platzierungen, Wochen, Auszeichnungen, Anmerkungen) | Höchstplatzierung, Gesamtwochen, AuszeichnungChartplatzierungen (Jahr, Titel, Platzierungen, Wochen, Auszeichnungen, Anmerkungen) | Anmerkungen                                                                 |
| Jahr | Titel                                                                             | DE | AT | CH | UK | US | Anmerkungen                                                                 |
| ---- | --------------------------------------------------------------------------------- | --- | --- | --- | --- | --- | --------------------------------------------------------------------------- |
| 2005 | Have a Party Music From and Inspired By Get Rich or Die Tryin’ The Motion Picture | — | — | — | — | — | Erstveröffentlichung: 2005 Mobb Deep feat. 50 Cent                          |
| 2006 | Cake Rotten Apple                                                                 | — | — | — | — | — | Erstveröffentlichung: Juni 2006 Lloyd Banks feat. 50 Cent                   |
| 2006 | Creep Blood Money                                                                 | — | — | — | — | — | Erstveröffentlichung: 2006 Mobb Deep feat. 50 Cent                          |
| 2006 | I’ll Whip Ya Head Boy (Remix) / You Already Know (Remix) –                        | — | — | — | — | — | Erstveröffentlichung: 2006 Splitsingle mit Lloyd Banks                      |
| 2007 | Amusement Park Curtis                                                             | — | — | — | — | — | Erstveröffentlichung: 2007                                                  |
| 2009 | Mujeres in the Club La Revolución                                                 | — | — | — | — | — | Erstveröffentlichung: 2009 Wisin & Yandel feat. 50 Cent                     |
| 2010 | Let’s Get It In –                                                                 | — | — | — | — | — | Erstveröffentlichung: 2010 Lloyd feat. 50 Cent                              |
| 2010 | Pass the Patron –                                                                 | — | — | — | — | — | Erstveröffentlichung: 2010 Tony Yayo feat. 50 Cent                          |
| 2011 | Haters –                                                                          | — | — | — | — | — | Erstveröffentlichung: 2011 Tony Yayo feat. 50 Cent, Roscoe Dash & Shawty Lo |
| 2014 | Don’t Worry ’Bout It Animal Ambition: An Untamed Desire to Win                    | — | — | — | — | — | Erstveröffentlichung: 18. März 2014 feat. Yo Gotti                          |
| 2014 | Hold On Animal Ambition: An Untamed Desire to Win                                 | — | — | — | — | — | Erstveröffentlichung: 18. März 2014                                         |
| 2014 | Pilot Animal Ambition: An Untamed Desire to Win                                   | — | — | — | UK95 (1 Wo.)UK | — | Erstveröffentlichung: 25. März 2014                                         |
| 2014 | Smoke Animal Ambition: An Untamed Desire to Win                                   | — | — | — | — | — | Erstveröffentlichung: 2. April 2014 feat. Trey Songz                        |
| 2014 | Twisted Animal Ambition: An Untamed Desire to Win                                 | — | — | — | — | — | Erstveröffentlichung: 19. Mai 2014 feat. Mr. Probz                          |
| 2014 | Hustler Animal Ambition: An Untamed Desire to Win                                 | — | — | — | — | — | Erstveröffentlichung: 2014                                                  |
| 2014 | Chase the Paper Animal Ambition: An Untamed Desire to Win                         | — | — | — | — | — | Erstveröffentlichung: 2014 feat. Prodigy, Kidd Kidd & Styles P              |
| 2014 | Everytime I Come Around Animal Ambition: An Untamed Desire to Win                 | — | — | — | — | — | Erstveröffentlichung: 2014 feat. Kidd Kidd                                  |
| 2014 | Irregular Heartbeat Animal Ambition: An Untamed Desire to Win                     | — | — | — | — | — | Erstveröffentlichung: 2014 feat. Jadakiss & Kidd Kidd                       |
| 2014 | Winners Circle Animal Ambition: An Untamed Desire to Win                          | — | — | — | — | — | Erstveröffentlichung: 2014 feat. Guordan Banks                              |
| 2014 | Animal Ambition Animal Ambition: An Untamed Desire to Win                         | — | — | — | — | — | Erstveröffentlichung: 2014                                                  |

## Sonderveröffentlichungen
| Jahr | Titel Musiklabel                            | Anmerkungen |
| ---- | ------------------------------------------- | --- |
| 2000 | Power of the Dollar Columbia Records (Sony) | Geplante Veröffentlichung: 4. Juli 2000 aufgrund der Verwicklung 50 Cents in eine Schießerei nicht veröffentlicht |

## Statistik

### Chartauswertung
|                     | DE    | AT    | CH    | UK    | US    |
| ------------------- | ----- | ----- | ----- | ----- | ----- |
| Nummer-eins-Alben   | DE1DE | AT—AT | CH1CH | UK1UK | US2US |
| Top-10-Alben        | DE3DE | AT2AT | CH4CH | UK3UK | US7US |
| Alben in den Charts | DE6DE | AT6AT | CH6CH | UK8UK | US9US |

|                       | DE     | AT     | CH     | UK     | US     |
| --------------------- | ------ | ------ | ------ | ------ | ------ |
| Nummer-eins-Singles   | DE2DE  | AT1AT  | CH2CH  | UK—UK  | US4US  |
| Top-10-Singles        | DE6DE  | AT2AT  | CH9CH  | UK15UK | US13US |
| Singles in den Charts | DE22DE | AT18AT | CH19CH | UK28UK | US42US |

|                          | DE    | AT    | CH    | UK    | US    |
| ------------------------ | ----- | ----- | ----- | ----- | ----- |
| Nummer-eins-Videoalben   | DE—DE | AT—AT | CH—CH | UK—UK | US—US |
| Top-10-Videoalben        | DE—DE | AT—AT | CH—CH | UK1UK | US1US |
| Videoalben in den Charts | DE—DE | AT—AT | CH—CH | UK1UK | US1US |

### Auszeichnungen für Musikverkäufe
| Land/RegionAuszeichnungen für Musikverkäufe (Land/Region, Auszeichnungen, Verkäufe, Quellen) | Silber       | Gold         | Platin         | Diamant  | Verkäufe    | Quellen                                                     |
| -------------------------------------------------------------------------------------------- | ------------ | ------------ | -------------- | -------- | ----------- | ----------------------------------------------------------- |
| Argentinien (CAPIF)                                                                          | —            | Gold1        | —              | —        | 20.000      | capif.org.ar (Memento vom 6. Juli 2011 im Internet Archive) |
| Australien (ARIA)                                                                            | —            | 3× Gold3     | 30× Platin30   | —        | 2.115.000   | aria.com.au                                                 |
| Belgien (BRMA)                                                                               | —            | 3× Gold3     | Platin1        | —        | 115.000     | ultratop.be                                                 |
| Brasilien (PMB)                                                                              | —            | 12× Gold12   | 15× Platin15   | —        | 1.230.000   | pro-musicabr.org.br                                         |
| Dänemark (IFPI)                                                                              | —            | 9× Gold9     | 14× Platin14   | —        | 1.012.500   | ifpi.dk                                                     |
| Deutschland (BVMI)                                                                           | —            | 7× Gold7     | 11× Platin11   | —        | 4.050.000   | musikindustrie.de                                           |
| Europa (IFPI)                                                                                | —            | —            | 3× Platin3     | —        | (3.000.000) | ifpi.org (Memento vom 15. Oktober 2013 im Internet Archive) |
| Frankreich (SNEP)                                                                            | —            | 4× Gold4     | Platin1        | —        | 525.000     | snepmusique.com FR2                                         |
| Griechenland (IFPI)                                                                          | —            | 6× Gold6     | 3× Platin3     | —        | 120.000     | Einzelnachweise                                             |
| Irland (IRMA)                                                                                | —            | —            | 4× Platin4     | —        | 60.000      | irishcharts.ie                                              |
| Italien (FIMI)                                                                               | —            | 5× Gold5     | 6× Platin6     | —        | 760.000     | fimi.it                                                     |
| Japan (RIAJ)                                                                                 | —            | 2× Gold2     | —              | —        | 200.000     | riaj.or.jp                                                  |
| Kanada (MC)                                                                                  | —            | —            | 10× Platin10   | —        | 980.000     | musiccanada.com                                             |
| Mexiko (AMPROFON)                                                                            | —            | Gold1        | Platin1        | —        | 90.000      | amprofon.com.mx                                             |
| Neuseeland (RMNZ)                                                                            | —            | 4× Gold4     | 44× Platin44   | —        | 1.215.000   | aotearoamusiccharts.co.nz NZ2 NZ3                           |
| Norwegen (IFPI)                                                                              | —            | 2× Gold2     | —              | —        | 25.000      | ifpi.no (Memento vom 5. November 2012 im Internet Archive)  |
| Österreich (IFPI)                                                                            | —            | 2× Gold2     | Platin1        | —        | 55.000      | ifpi.at                                                     |
| Polen (ZPAV)                                                                                 | —            | Gold1        | —              | —        | 10.000      | olis.pl                                                     |
| Portugal (AFP)                                                                               | —            | Gold1        | 2× Platin2     | —        | 30.000      | Einzelnachweise                                             |
| Russland (NFPF)                                                                              | —            | —            | 9× Platin9     | —        | 180.000     | 2m-online.ru                                                |
| Schweden (IFPI)                                                                              | —            | 3× Gold3     | —              | —        | 80.000      | sverigetopplistan.se                                        |
| Schweiz (IFPI)                                                                               | —            | Gold1        | 2× Platin2     | —        | 100.000     | hitparade.ch                                                |
| Spanien (Promusicae)                                                                         | —            | 5× Gold5     | 2× Platin2     | —        | 270.000     | elportaldemusica.es                                         |
| Südkorea (KMCA)                                                                              | —            | —            | —              | —        | 288.547     | Einzelnachweise                                             |
| Ungarn (MAHASZ)                                                                              | —            | Gold1        | —              | —        | 3.000       | slagerlistak.hu                                             |
| Vereinigte Staaten (RIAA)                                                                    | —            | 18× Gold18   | 64× Platin64   | Diamant1 | 84.096.000  | riaa.com                                                    |
| Vereinigtes Königreich (BPI)                                                                 | 10× Silber10 | 9× Gold9     | 31× Platin31   | —        | 20.085.000  | bpi.co.uk                                                   |
| Insgesamt                                                                                    | 10× Silber10 | 100× Gold100 | 254× Platin254 | Diamant1 |             |                                                             |